# Firmin Bouvy

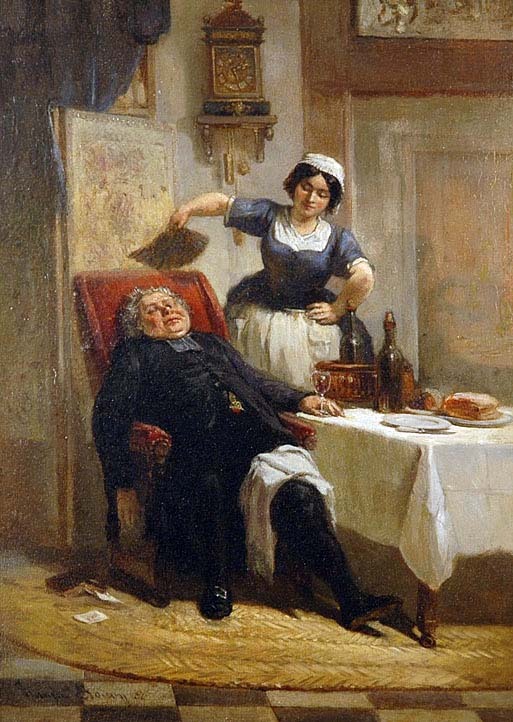
Die Abkühlung eines Herrn

Firmin Gaston Bouvy (* 9. April 1822 in Deinze; † 4. November 1891 in San Francisco) war ein belgischer Genremaler und Fotograf.
Bouvy studierte an der Koninklijke Academie voor Schone Kunsten van Antwerpen und bei Hendrick Joseph Dillens.
Er stellte er 1843 zum ersten Mal aus. Ab 1855 gab er die Malerei für die Fotografie auf. Er reiste nach 1859 nach Paris, dann nach Spanien, Australien und Südamerika, bevor er sich 1881 in San Francisco niederließ. Eines seiner Werke, „Gil Blas“, wurde im Leipziger Museum aufbewahrt, aber am 4. Dezember 1943 zerstört.